# Melvin Franklin
Melvin Franklin (Montgomery (Alabama), 12 oktober 1942 — Los Angeles,  23 februari 1995) was een van de oprichters van de Motowngroep The Temptations. Zijn rol in de groep was die van baszanger.

## Beginjaren
Melvin Franklin werd geboren als David English. Hij nam Franklin als achternaam omdat dat de achternaam van zijn stiefvader was. Melvin gebruikte hij als artiestennaam. Tijdens zijn jeugd zat Franklin al in zanggroepen. Een daarvan was "The Voice Masters". Daar zaten onder anderen ook Lamont Dozier, later bekend van het schrijverstrio Holland-Dozier-Holland, en David Ruffin, een toekomstige Temptation, in.
Melvin Franklin zat bij Otis Williams op school. Toen Williams op een dag aan Franklin wilde vragen of hij bij hem in de zanggroep zou willen rende Franklin bang weg. Hij dacht dat Williams lid van een gang was en dat hij hem in elkaar wilde slaan. Toen Franklin erachter kwam dat dit niet het geval was besloot hij zich bij Williams aan te sluiten. Die groep heette "The Distants", waar ook Elbridge Bryant deel van uitmaakte. Toen in 1961 Williams, Bryant en Franklin als drietal overbleven gingen ze op zoek naar nieuwe leden. Die vonden ze in de personen van Paul Williams (geen familie van Otis) en Eddie Kendricks. Kendricks en Williams hadden ook hun eigen groep, "The Primes", maar ook zij zochten nieuwe leden. Toen het vijftal besloot een groep te vormen noemden ze zichzelf "The Elgins". Het bleek dat er al een groep was die zo heette. Sindsdien noemden ze zichzelf "The Temptations".

## Begin van The Temptations
Toen de groep auditie had gedaan bij Motown, en aangenomen was, begon hun zangcarrière op professioneel niveau. Melvin Franklin was toen samen met vooral Otis Williams en Elbridge Bryant achtergrondzanger van de groep. In 1963 werd Bryant ontslagen en vervangen door David Ruffin, de neef van Franklin. Kendricks en Paul Williams waren de leadzangers. Later werd dit vooral Ruffin. Op de nummers die anderen lead zongen kreeg Franklin soms ook een regel lead. Dit gebeurde op nummers al I'll Be in Trouble en Paradise. In 1968 kreeg Franklin een lead voor een heel nummer. Dit was I Truly, Truly Believe. Dit nummer scoorde vooral op de R&B lijst. Hij sprak ook het intro in van My Baby Must Be A Magician, een hit van mede-Motowngroep The Marvelettes. Datzelfde jaar werd ook Ruffin ontslagen, Dennis Edwards nam zijn plaats in. Dit was ook het moment dat The Temptations een nieuw soort muziek begonnen te maken, psychedelic soul.

## Psychedelic soultijdperk
Tijdens het maken van de psychedelic soulmuziek kregen per nummer meerdere Temptations leadvocalen. Zo ook Melvin Franklin. Met zijn diepe, lage basstem kon hij nummers van iets extra's voorzien. Franklin zong lead op nummers als Cloud Nine en Ball of Confusion (That's What the World Is Today) . In dit laatste nummer zong Franklin de regel "And the band played on" met een zeer lage stem. Dit nummer, en deze regel in het bijzonder, bleek zijn handelsmerk in zijn verdere carrière te worden.

## Privéleven
Franklin stond bekend als een zeer sympathieke man bij zijn collega's. Hij heeft meerdere malen de "Motown Spirit Award" gewonnen, omdat hij precies uitstraalde wat Motown wilde uitstralen.
Volgens Otis Williams was Franklin verliefd op Mary Wilson van The Supremes en heeft hij ook een tijd geprobeerd een relatie met haar te krijgen. Aan het eind van de jaren 60 werd bij Melvin Franklin reumatoïde artritis geconstateerd. Hij ging cortison gebruiken om toch te kunnen blijven optreden. Hierdoor verslechterde echter zijn immuunsysteem waardoor Franklin diabetes kreeg. In 1978 werd Franklin beschoten toen hij een man probeerde te stoppen bij het stelen van zijn auto. Hierdoor kon hij voor een bepaalde tijd niet optreden. In het midden van de jaren 90 werd Franklin zo ziek dat Otis Williams er op stond dat Franklin stopte met toeren en nummers opnemen om te kunnen revalideren. Op 17 februari 1995 viel Franklin echter in coma. Hier zou hij nooit meer uit komen en hij overleed zes dagen later aan een epileptisch insult. Hij was 52 jaar oud.